# 2013年孕期生命保護法令
《2013年孕期生命保護法令》（英語：Protection of Life During Pregnancy Act 2013）是愛爾蘭國會的一項法令，定義在愛爾蘭內合法墮胎的情況和過程。這項法令僅允許婦女在懷孕可能危及生命時墮胎，惹起爭議。